# Khodarampur
Khodarampur is een census town in het district Murshidabad van de Indiase staat West-Bengalen. 

## Demografie
Volgens de Indiase volkstelling van 2001 wonen er 5109 mensen in Khodarampur, waarvan 49% mannelijk en 51% vrouwelijk is. De plaats heeft een alfabetiseringsgraad van 44%. 